# Гекала
Гека́ла (дав.-гр. Ἑκάλη) — персонаж давньогрецької міфології, проста ткаля з-під Марафона.
Коли Тесей направився на Марафонську долину для того, щоб звільнити місцеве населення від смертоносного білого бика, що вбив там сотні людей, по дорозі його застала буря. Старенька Гекала радо його прихистила в себе, пообіцяла принести в жертву Зевсу барана, якщо тільки Тесей залишиться живим. На зворотному шляху Тесей хотів віддячити Гекалі, але вона померла, не дочекавшись його перемоги. Він встановив на її честь святкові ігри — Гекалесії.
Про цей міф детально розповів Каллімах у поемі «Гекала». Про нього також згадував Філохор. 